# Бориславський деканат
Бориславський деканат — колишня структурна одиниця Перемишльської єпархії греко-католицької церкви з центром в м. Борислав. Очолював деканат декан.

## Територія
В 1936 році в Бориславському деканаті було 14 парафій:
1. Парафія м. Борислав з філією в с. Мразниця;
2. Парафія с. Губичі-Борислав з філіями в с. Дережичі, с. Монастир-Дережицький;
3. Парафія с. Доброгостів з приходом у присілку Бистре;
4. Парафія с. Довге з філією в с. Заріче-Ровень;
5. Парафія с. Кропивник Новий;
6. Парафія с. Модрич з філією в с. Сілець та приходом у с. Млинки;
7. Парафія с. Орове з приходом у присілку Замівки («За Ділом»);
8. Парафія с. Попелі з філією в с. Попелі Горішні та приходом у с. Баня Котівська;
9. Парафія с. Рибник з приходом у с. Майдан;
10. Парафія с. Стебник з філіями в с. Колпець, с. Станиля;
11. Парафія с. Східниця;
12. Парафія с. Трускавець;
13. Парафія м. Тустановичі — Борислав;
14. Парафія с. Улично.

### Декан
- 1936 — Мекелита Петро, в Стебнику.

### Кількість парафіян
1936 — 42 260 осіб.
Деканат було ліквідовано в 1946 р.